# Neil Hamilton
Neil Hamilton (Lynn, 9 settembre 1899 – Escondido, 24 settembre 1984) è stato un attore statunitense.

## Biografia
Dopo aver lavorato come modello, iniziò la carriera artistica nel mondo del teatro, indirizzandosi nel 1918 al cinema, dove le sue qualità vennero valorizzate dal regista D.W.Griffith.
Agli inizi degli anni venti firmò un contratto con la Paramount Pictures che lo propose come primattore, in antagonismo a Bebe Daniels.

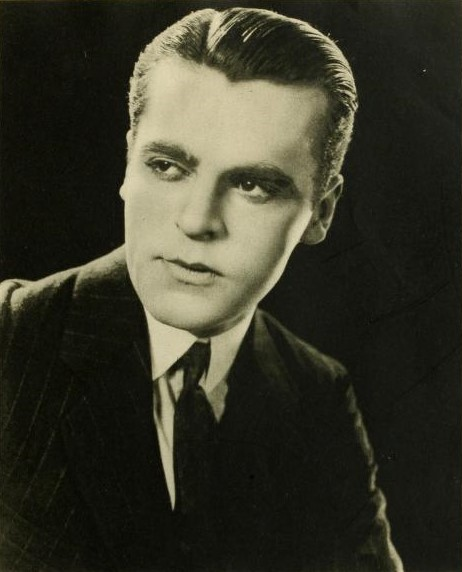
Neil Hamilton in Stars of the Photoplay, 1924

Nel 1926 recitò nel ruolo di uno dei fratelli di Ronald Colman nella originale versione muta di Beau Geste, intitolata   Gli eroi del deserto.
Dopo la svolta del sonoro, lavorò soprattutto in parti di secondo piano e di caratterista, ma dal secondo dopoguerra ritornò al suo primo amore, il palcoscenico teatrale, alternandolo con numerose partecipazioni a programmi televisivi.
Hamilton è ricordato soprattutto per le sue apparizioni nella serie televisiva Batman, nel ruolo del commissario James Gordon.
Hamilton si sposò nel 1922 con Elsa Whitmer e fu un cristiano cattolico, membro del Catholic Motion Picture Guild. Morì all'età di ottantacinque anni, nel 1984, dopo aver sofferto di un attacco di asma. Dopo la cremazione, le sue ceneri furono disperse nell'Oceano Pacifico.

## Filmografia parziale

### Cinema
- The Beloved Impostor, regia di Joseph Gleason (1918)
- La rosa bianca (The White Rose), regia di David W. Griffith (1923)
- America, regia di D.W. Griffith (1924)
- New Brooms, regia di William C. de Mille (1925)
- The Splendid Crime, regia di William C. de Mille (1925)
- Deserto d'oro (Desert Gold), regia di George B. Seitz (1926)
- Gli eroi del deserto (Beau Geste), regia di Herbert Brenon (1926)
- The Great Gatsby, regia di Herbert Brenon (1926)
- La canzone della mamma (Mother Machree), regia di John Ford (1928)
- La casa del terrore (Something Always Happens), regia di Frank Tuttle (1928)
- Lo zar folle (The Patriot), regia di Ernst Lubitsch (1928)
- La rivincita di Fanny (Hot News), regia di Clarence G. Badger (1928)
- Una donnina energica (Three Week Ends), regia di Clarence G. Badger (1928)
- What a Night!, regia di A. Edward Sutherland (1928)
- Gambette indiavolate (Why Be Good?), regia di William A. Seiter (1929)
- Trappola d'amore (The Love Trap), regia di William Wyler (1929)
- Il drago rosso (The Mysterious Dr. Fu Manchu), regia di Rowland V. Lee (1929)
- The Return of Dr. Fu Manchu, regia di Rowland V. Lee (1930)
- La squadriglia dell'aurora (The Dawn Patrol), regia di Howard Hawks (1930)
- The Cat Creeps, regia di Rupert Julian e John Willard (1930)
- Ex-Flame, regia di Victor Halperin (1930)
- La spia (The Spy), regia di Berthold Viertel (1931)
- Volubilità (Strangers May Kiss), regia di George Fitzmaurice (1931)
- Il fallo di Madelon Claudet (The Sin of Madelon Claudet), regia di Edgar Selwyn (1931)
- Tarzan l'uomo scimmia (Tarzan the Ape Man), regia di W. S. Van Dyke (1932)
- A che prezzo Hollywood? (What Price Hollywood?), regia di George Cukor (1932)
- The Animal Kingdom, regia di Edward H. Griffith (1932)
- The World Gone Mad, regia di Christy Cabanne (1933)
- Tarzan e la compagna (Tarzan and His Mate), regia di Cedric Gibbons (1934)
- The Keeper of the Bees, regia di Christy Cabanne (1935)
- Notte d'angoscia (When Strangers Marry), regia di William Castle (1944)
- Milioni in pericolo (Brewster's Millions), regia di Allan Dwan (1945)
- The Little Shepherd of Kingdom Come, regia di Andrew V. McLaglen (1961)
- Scusa, me lo presti tuo marito? (Good Neighbor Sam), regia di David Swift (1964)
- Jerry 8¾ (The Patsy), regia di Jerry Lewis (1964)
- I 7 magnifici Jerry (The Family Jewels), regia di Jerry Lewis (1965)
- Batman (Batman: The Movie), regia di Leslie H. Martinson (1966)
- Strategy of Terror, regia di Jack Smight (1969)
- Scusi, dov'è il fronte? (Which Way to the Front?), regia di Jerry Lewis (1970)

### Televisione
- Telephone Time – serie TV, episodio 3x28 (1958)
- The Further Adventures of Ellery Queen – serie TV, episodio 1x07 (1958)
- Perry Mason – serie TV, 7 episodi (1958-1964)
- Maverick – serie TV, episodio 2x18 (1959)
- Indirizzo permanente (77 Sunset Strip) – serie TV, 5 episodi (1959-1962)
- Lock-Up – serie TV, episodi 1x33-2x26 (1960-1961)
- Tightrope – serie TV, episodio 1x31 (1960)
- Bourbon Street Beat – serie TV, episodio 1x21 (1960)
- Surfside 6 – serie TV, episodio 1x30 (1961)
- Follow the Sun – serie TV, episodio 1x13 (1961)
- Bus Stop – serie TV, episodio 1x16 (1962)
- Hawaiian Eye – serie TV, episodio 3x26 (1962)
- Batman – serie TV, 120 episodi (1966-1968)

## Doppiatori italiani
Nelle versioni in italiano delle opere in cui ha recitato, Neil Hamilton è stato doppiato da:
- Bruno Persa in Il fallo di Madelon Claudet, Batman (film)
- Giuseppe Rinaldi in Tarzan l'uomo scimmia (ridoppiaggio 1957)
- Giulio Panicali in Scusa, me lo presti tuo marito?
- Giuseppe Pambieri in A che prezzo Hollywood? (ridoppiaggio)
- Ugo Bologna in Batman (serie TV)